# Triclistus podagricus
Triclistus podagricus là một loài tò vò trong họ Ichneumonidae.